# Kirchenruine Stüblau

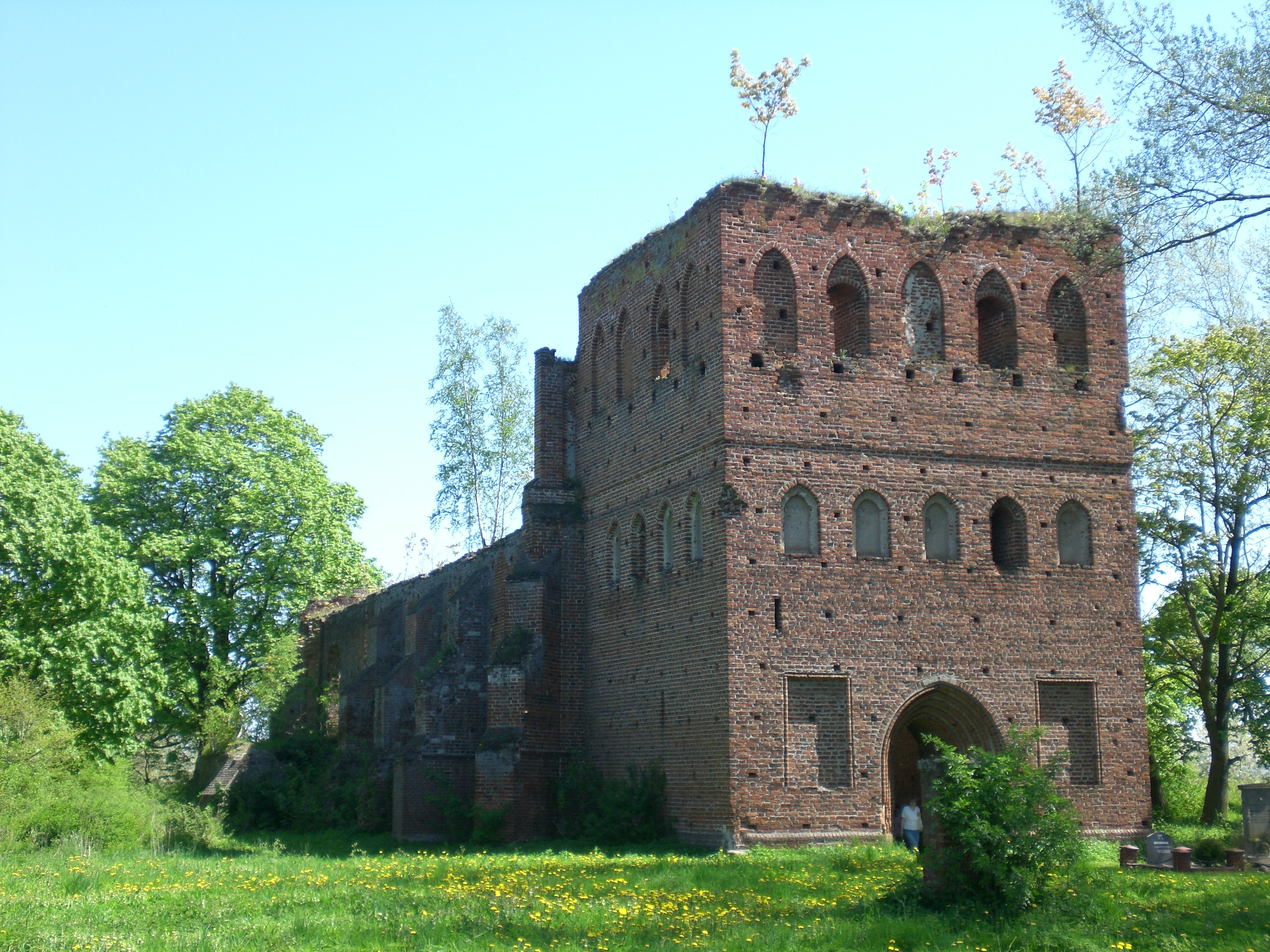
Ruine der Kirche Stüblau

Die Kirche Stüblau (polnisch ruiny kościoła Steblewo) ist eine ruinöse Kirche in der Gmina Suchy Dąb auf dem Danziger Werder.

## Geschichte
Am 28. Juni 1305 bestätigte König Wenzel III. von Polen dem Deutschen Orden die Schenkung einer Anzahl von Gütern, zu denen auch Stüblau gehörte. Kirche und Pfarrer sind erstmals in einer Handfeste von 1343 erwähnt, die der Pfarrei vier freie Hufen zuwies.
Da der Deutsche Orden das Dorf seit 1299 besaß, ist es wahrscheinlich, dass die Kirche schon zu früherer Zeit bestand. Als der Orden dann in Besitz des ganzen Danziger Werders kam, wurden einige neu erworbene Ortschaften, so auch das bischöfliche Gemlitz (Giemlice) sowie Kriefkohl (Krzywe Koło, jedoch nur der Teil rechts der Mottlau), Wossitz (heute: Osice) und Langfelde (Długie Pole) Teil der Parochie Stüblau. Das Kirchspiel gehörte zum Bistum Leßlau, genauer zum Danziger Diakonat des Archidiakonats Pomerellen.
Der Stüblauer Pfarrer war einerseits als dem Deutschen Orden als Patron gegenüber verantwortlich, andererseits aber dem Bischof. Vermutlich nach 1454 wurde Gremlitz zur eigenen Pfarrei. Später im 15. Jahrhundert ging das Patronat an die Stadt Danzig über. Der erste belegte evangelische Pfarrer im Danziger Werder ist für 1562 in Stüblau sowie Wossitz belegt. In Folge der schwedisch-polnischen Kriege erlitt die Kirche schweren Schaden. Zudem schlug 1626 der Blitz in den Kirchturm ein. Bei der Wiederherstellung des Kircheninneren wurde große Schnitzereien in Auftrag gegeben.
Durch Kriegseinwirkung 1945 brannte die Kirche aus und blieb Ruine.

## Bauwerk
Der Bau ist eine typische Werderkirche aus der Mitte des 14. Jahrhunderts. Der Saal ist flachgedeckt, der Ostgiebel ist achtteilig. An der Nordseite des Hauptraums schließt sich die Sakristei an, nach Süden schließt sich eine Halle an. Der Turm stammt aus der letzten Bauperiode wohl gegen Ende des 14. Jahrhunderts. Der Turm hat an seiner Nordseite keine Fenster, und die Strebepfeiler sind kräftig abgetreppt. Die Glockenhaube war achteckig und trug einen hohen schlanken Helm.